# Ingrid Tørlen
Ingrid Mogstad Tørlen (Ålesund, 21 de julho de 1979) é uma jogadora de vôlei de praia norueguesa que disputou duas edições dos Jogos Olímpicos de Verão, a primeira em 2004 na Grécia e a outra em 2008 na China, e possui duas medalhas de bronze no Campeonato Europeu de Vôlei de Praia nos anos de 2006 e 2007, realizados nos Países Baixos e Espanha, respectivamente, além da medalha de prata obtida em 2008 na Alemanha.

## Carreira
Os primeiros passos na prática desportivo iniciou ao 10 anos de idade quando praticava o voleibol de quadra (indoor), representou as categorias de base do Blindheim Volleyballklubb e neste ficou por dez anos, sendo convocada e atuando por dois anos na categoria juvenil da Seleção Norueguesa, depois deu uma pausa  e foi estudar um semestre em Florença e outro semestre na cidade de Bergen, mais tarde passa a morar em Oslo, depois ficou faltando um ano para concluir a Graduação em Ciências (BSc) e mais tarde iniciou o curso de Medicina pela  Atlantis Medisinske Høgskole (Escola de Medicina Atlantis).
Em 1995  formou dupla com Nila Håkedal representando o Hånes Volleyballklubb, juntas disputaram o Campeonato Europeu de Vôlei de Praia Sub-20 de 1997 sediado em Zagreb e conquistaram o quarto lugar.
No outono de 2000 mudou-se para cidade de Oslo e foi contratada pelo Koll Volley, iniciando no Circuito Mundial de Vôlei de Praia em 2001 ao lado de  Cecilie Josefsen alcançando o quadragésimo primeiro lugar no Aberto de Macau e o quadragésimo nono lugar no Grand Slam de Marseille. Na temporada de 2001 disputou com Cecilie Josefsen o Campeonato Europeu de Vôlei de Praia Sub-23 em Esposende e finalizaram na décima sétima posição.
Voltou a formar dupla com Nila Håkedal e disputaram os torneios do Circuito Mundial de Vôlei de Praia de 2002 e obtiveram a quinquagésima sétima posição no Aberto de Madrid, o quadragésimo primeiro posto no Aberto de Osaka, trigésimo terceiro lugar nos Abertos de Montreal, Mallorca e Vitória, vigésimo quinto lugar nos Abertos de Stavanger e Maoming, décimo sétimo lugar no Aberto de Rodes, ainda competiu ap lado de Celine Tryggestad quando alcançou o quinquagésimo sétimo lugar no Aberto de Gstaad, neste mesmo ano competiram juntas no Campeonato Europeu de Basileia e finalizaram na décima terceira colocação, mesma colocação obtida na etapa de Alanya.
Ao lado de Nila Håkedal finalizou nas nonas posições pelo Circuito Europeu de Vôlei de Praia de 2003 nas etapas de Retimno e  no Campeonato Europeu sediado em Alanya; e no mesmo estiveram juntas também na edição deste ano do Circuito Mundial de Vôlei de Praia, obtendo as colocações a seguir: quadragésimo primeiro lugar no Grand Slam de Marseille e nos Abertos de Rodes e Gstaad, trigésimo terceiro lugar no Grand Slam de Berlim, vigésimo quinto posto no Aberto de Stavanger e Grand Slam de Los Angeles, décimo sétimo no Aberto de Lianyungang, esta foi a mesma colocação alcançada na edição do Campeonato Mundial de Vôlei de Praia de 2003 realizado no Rio de Janeiro, nonas colocações no Grand Slam de Klagenfurt e os Abertos de Milão e Osaka.
Compondo a parceira com Nila Håkedal obteve o quarto lugar na etapa de Roseto degliAbruzzi pelo Circuito Europeu de Vôlei de Praia de 2004, também o décimo quinto lugar no Campeonato Europeu de TimmendorferStrand e o vice-campeonato na etapa de Valencia; e competiram também no Circuito Mundial de Vôlei de Praia de 2004, terminando na vigésima quinta posição nos Grand Slams de Berlim, Marseille e Klagenfurt, e nos Abertos de Fortaleza, Rodes e Xangai, décima sétima posição nos Abertos de Gstaad e Mallorca, nona posição nos Abertos de Osaka, Milão e Rio de Janeiro, obtiveram ainda o quinto lugar no Aberto de Stavanger; na mesma jornada esportiva participaram da edição dos Jogos Olímpicos de Verão de Atenas e finalizaram na décima nona posição.
No calendário esportivo de 2005 confirmou a parceira com Nila Håkedal e obtiveram pelo Circuito Europeu de Vôlei de Praia o quarto lugar na etapa de Alanya, mesmo resultado obtido na etapa de Valencia,, e mencionamos também o terceiro lugar obtido na etapa de Lucerna, o sétimo lugar no Campeonato Europeu realizado na cidade de Moscou; juntas também no Circuito Mundial deste ano finalizaram na vigésima quinta posição no Grand Slam de Paris e no Aberto de Bali, na décima sétima posição nos Abertos de Xangai e Salvador, o mesmo ocorrendo na edição do Campeonato Mundial de Vôlei de Praia de 2005 sediado em Berlim, obtiveram ainda os décimos terceiros lugares nos Abertos de Osaka e Milão, também no Grand Slam de Stavanger, além dos nonos lugares nos Abertos de Espinho e Gstaad, sétimos postos no Grand Slam de Klagenfurt e Abertos de Atenas e Acapulco, tendo o quinto lugar no Aberto de Cidade do Cabo como melhor resultado do referido circuito.
Nas competições esportivas de 2006 continuou com Nila Håkedal, e conquistaram pelo Circuito Europeu de Vôlei de Praia o vice-campeonato na etapa de Alanya (Másters da Turquia), quarto lugar na etapa de Moscou (Másters da Rússia), outro vice-campeonato na etapa de Lucerna (Másters da Suíça) e alcançaram a medalha de bronze no Campeonato Europeu de Haia.
Pelo Circuito Mundial de Vôlei de Praia de 2006 continuou ao lado de Nila Håkedal e finalizaram nas décimas sétimas posições no Aberto de Atenas e Grand Slam de Gstaad, décimas terceiras colocações nos Abertos de Modena e Xangai, nonos lugares no Aberto de Montreal e nos Grand Slams de Stavanger, Paris e Klagenfurt, sétimos lugares nos Abertos de São Petersburgo e Porto Santo, quintas colocadas nos Aberto de Warsaw e Vitória, conquistando o quarto lugar no Aberto de Phuket e o bronze no Aberto de Acapulco.
No Circuito Europeu de Vôlei de Praia de 2007 ratificou sua formação de dupla com Nila Håkedal, jquando conquistaram o vice-campeonato na etapa de Sankt Pölten (Másters da Áustria), quinta colocadas na etapa de Lucerna, novamente alcançaram o bronze no Campeonato Europeu de Valencia.
Ainda  pela temporada de 2007 e ao lado de Nila Håkedal conquistou os seguintes resultados pelo Circuito Mundial de Vôlei de Praia deste ano: vigésimo quinto lugar nos Abertos de Seul e Espinho, assim como no Grand Slam de Stavanger, também finalizaram na décima sétima posição no Grand Slam de Paris e na edição do Campeonato Mundial de Vôlei de Praia de 2007 realizado em Gstaad, nonas posições no Grand Slam de Berlim e Aberto de Aland, sétima colocação no Aberto de São Petersburgo, quintas posições nos Abertos de Sentosa (Singapura) e Kristiansand e obtiveram a medalha de prata no Aberto de Xangai.
No Circuito Europeu de Vôlei de Praia de 2008 (Másters) esteve outra vez ao lado de Nila Håkedal e alcançaram a décima terceira colocação na etapa de Gran Canaria, quinta posição na etapa de Sankt Pölten, terceiro lugar em Lucerna e medalha de prata no Campeonato Europeu sediado em Hamburgo.
Pela sétima jornada consecutiva atuou com Nila Håkedal no Circuito Mundial de Vôlei de Praia de 2008, obtendo o vigésimo quinto lugar no Grand Slam de Berlim, décimo sétimo posto nos Abertos de Xangai e Stare Jablonki, também nos Grand Slams de Paris e Gstaad, além do décimo terceiro lugar no Aberto de Barcelona,  conquistaram os nonos lugares nos Grand Slam de Moscou e Klagenfurt, o quinto lugar no Grand Slam de Stavanger, o terceiro lugar no Aberto de Myslowice e o vice-campeonato no Aberto de Kristiansand, ainda nesta jornada disputou sua segunda edição consecutiva dos Jogos Olímpicos de Verão, estes realizados em Pequim, ocasião que finalizaram na nona posição.
Ratificou a formação de dupla com Nila Håkedal  para disputar os torneios do Circuito Europeu de Vôlei de Praia de 2009, e neste alcançaram o nono lugar na etapa de Grand Canaria, sétimo lugar na etapa de Baden, quarto lugar em Berlim, quinta posição em Blackpool e o nono lugar no Campeonato Europeu realizado em Sochi.
Na edição do Circuito Mundial de Vôlei de Praia de 2009 prosseguiu disputando ao lado de Nila Håkedal e conquistaram o vigésimo quinto lugar no Aberto de Phuket, décimo sétimo lugar no Aberto de Brasília, Campeonato Mundial de Vôlei de Praia de 2009 realizado em Stavanger e também no Grand Slam de Klagenfurt, além nos nonos lugares nos Grand Slams de Gstaad e Moscou, mesmo feito obtido no Aberto de Stare Jablonki, e obtiveram ainda o sétimo lugar no Aberto de Haia, o quinto lugar no Aberto de Seul e tendo como melhor resultado no circuito o quarto lugar no Aberto de Kristiansand.
No ano de 2010 passou a competir com Janne Kongshavn pelo Circuito Europeu de Vôlei de Praia, alcançando a quinta posiçao na Etapa Challenger & Satélite de Constança (Romênia) e no mesmo ano e com esta atleta competiu em etapas do Circuito Mundial, terminando na vigésima quinta posição nos Abertos de Xangai e Brasília, também nos Grand Slam de Roma e Stavanger, e conquistaram ainda o trigésimo terceiro posto no Grand Slam de Moscou, depois competiu ao lado de Vilde Solvoll, alcançando o quadragésimo primeiro lugar no Aberto de Marseille e Grand Slam de Stare Jablonki, vigésimo quinto lugar nos Abertos de Aland e Kristiansand, além do trigésimo terceiro lugar no Aberto de Haia e o nono posto na Etapa Challenger de Chennai.
Já para a temporada de 2011 formou dupla com Kathrine Maaseide e conquistaram a nona posição no Campeonato Europeu de Vôlei de Praia realizado em Kristiansand e com esta mesma atleta competiu também neste ano pelo Circuito Mundial de Vôlei de Praia, e pontuaram alcançando os vigésimos quintos lugares nos Abertos de Sanya, Xangai, Myslowice, Aland e Haia, feito obtido também nos Grand Slams de Stavanger e Gstaad, tendo pontuado na quadragésima primeira posição nos Grand Slams de Pequim e Moscou e também com os trigésimos terceiros postos na edição do Campeonato Mundial de Vôlei de Praia de 2011 realizado em Roma e no Grand Slam de Klagenfurt.
Na temporada de 2016 disputou o Circuito Noruguês de Vôlei de Praia ao lado de Kristine Wiig alcançando o bronze na etapa de Kristiansand, o título da etapa de Oddanesand e o sétimo lugar na etapa de Oslo, e ao lado de Hanne Zylstra disputaram a etapa de Gotemburgo pelo Circuito NEVZA (Associação Zonal de Voleibol do Norte Europeu).

## Títulos e resultados
- Aberto de Kristiansand do Circuito Mundial de Vôlei de Praia:2008[4]
- Aberto de Xangai do Circuito Mundial de Vôlei de Praia:2007[4]
- Aberto de Myslowice do Circuito Mundial de Vôlei de Praia:2008[4]
- Aberto de Acapulco do Circuito Mundial de Vôlei de Praia:2006[4]
- Aberto de Kristiansand do Circuito Mundial de Vôlei de Praia:2009[4]
- Aberto de Phuket do Circuito Mundial de Vôlei de Praia:2006[4]
- Etapa de Sankt Pölten do Circuito Europeu de Vôlei de Praia:2007[22]
- Etapa de Lucerna do Circuito Europeu de Vôlei de Praia:2006[20]
- Etapa de Alanya do Circuito Europeu de Vôlei de Praia:2006[18]
- Etapa de Valencia do Circuito Europeu de Vôlei de Praia:2004[12]
- Etapa de Lucerna do Circuito Europeu de Vôlei de Praia:2008[28]
- Etapa de Lucerna do Circuito Europeu de Vôlei de Praia:2005[16]
- Etapa de Berlim do Circuito Europeu de Vôlei de Praia:2009[33]
- Etapa de Moscou do Circuito Europeu de Vôlei de Praia:2006[19]
- Etapa de Valencia do Circuito Europeu de Vôlei de Praia:2005[15]
- Etapa de Alanya do Circuito Europeu de Vôlei de Praia:2005[14]
- Etapa de Roseto degli Abruzzi do Circuito Europeu de Vôlei de Praia:2004[10]
- Etapa de  Oddanesand do Circuito Norueguês de Vôlei de Praia:2016[4]
- Etapa de Kristiansand do Circuito Norueguêsde Vôlei de Praia:2016[4]
- Campeonato Europeu de Vôlei de Praia Juvenil:1997[3]